# Rhododendron dalhousieae
Espèce
Synonymes
- Azalea macrocarpa (Griff.) Kuntze[2]
- Rhododendron dalhousiae Hook.f.[3]
- Rhododendron dalhousieae var. dalhousieae[2]

Statut de conservation UICN

 VU B1+2c : Vulnérable
 Rhododendron dalhousiae var. rhabdotum 
Rhododendron dalhousieae est une espèce de plantes du genre Rhododendron de la famille des Ericaceae.

## Liste des variétés et sous-espèces
Selon BioLib (19 septembre 2020) :
- variété Rhododendron dalhousieae var. dalhousieae
- variété Rhododendron dalhousieae var. rhabdotum (I. B. Balfour & R. E. Cooper) Cullen

Selon Catalogue of Life (19 septembre 2020) :
- variété Rhododendron dalhousiae var. rhabdotum (I. B. Balf. & Cooper) Cullen
- variété Rhododendron dalhousiae var. tashii (Pradhan & Lachungpa) D. Bhattach.

Selon The Plant List (19 septembre 2020) :
- variété Rhododendron dalhousieae var. rhabdotum (Balf. f. & R.E. Cooper) Cullen

Selon Tropicos (19 septembre 2020) (Attention liste brute contenant possiblement des synonymes) :
- sous-espèce Rhododendron dalhousieae subsp. tashii
- variété Rhododendron dalhousieae var. dalhousieae
- variété Rhododendron dalhousieae var. rhabdotum (Balf. f. & R.E. Cooper) Cullen
- variété Rhododendron dalhousieae var. tashii D.C. Bhatt